# LaRue megye
LaRue megye az Amerikai Egyesült Államokban, azon belül Kentucky államban található. Megyeszékhelye és legnagyobb városa Hodgenville. Lakosainak száma 14 867 fő (2020. április 1.). LaRue megye Hart, Hardin, Taylor, Green, Marion és Nelson megyékkel határos.

## Népesség
A megye népességének változása:
| Lakosok száma | 14 201 | 14 219 | 14 087 | 14 064 | 14 241 | 14 867 |
|               | 2010   | 2011   | 2012   | 2013   | 2015   | 2020   |